# 格力豆

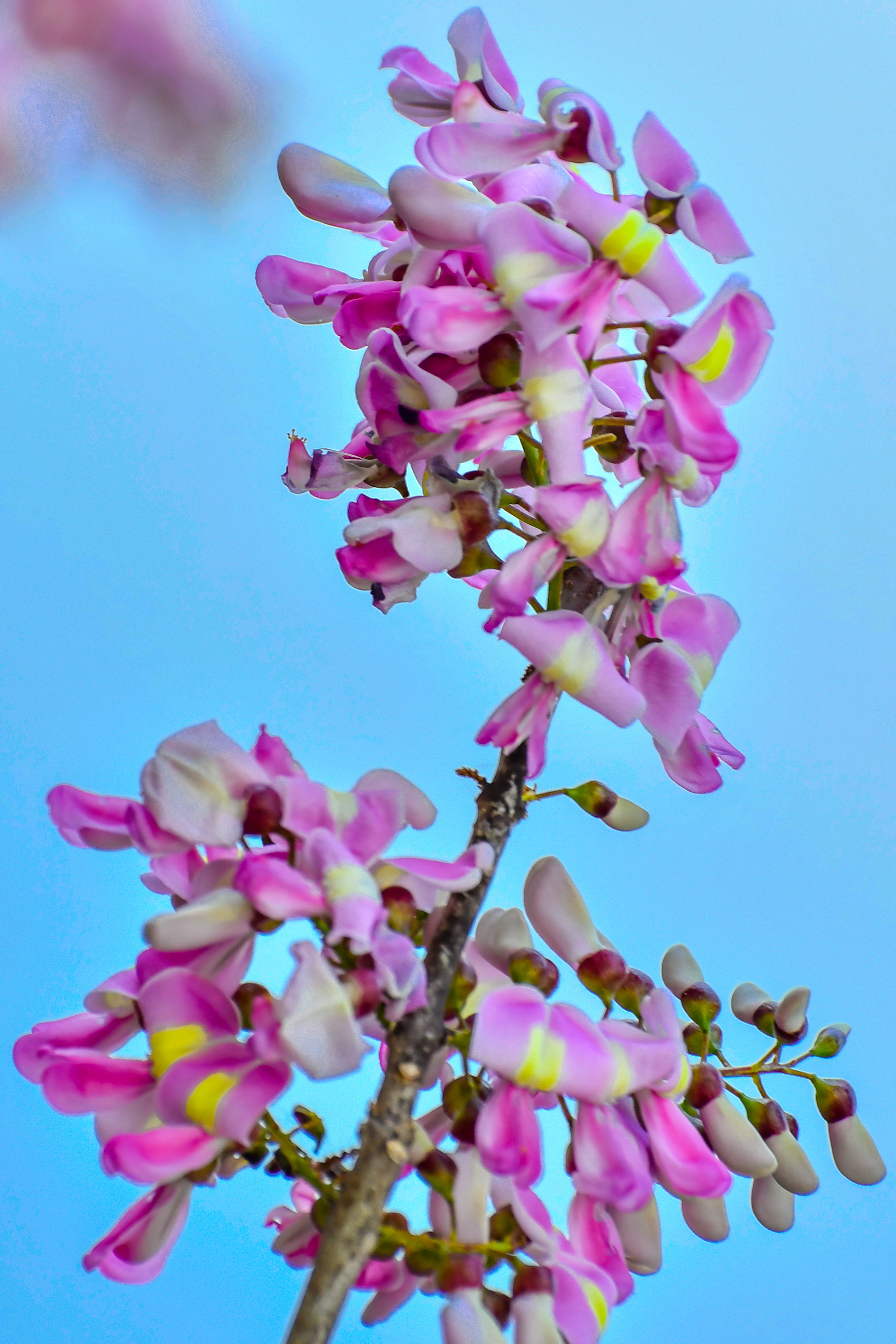

格力豆，（学名：Gliricidia sepium），也称南洋櫻，属豆科蝶形花亞科藩篱豆属。原产于热带美洲地区。因花朵盛開時似櫻花滿樹，故名南洋櫻。在春季可用播种或扦插繁殖。